# Mouloudia Club d'Alger
El Mouloudia Club d'Alger (en árabe:مولودية الجزائر), más conocido como MC Alger, es un club de fútbol profesional de Argelia fundado en Argel, en el año 1921. Juega actualmente en el Campeonato Nacional de Argelia y disputa sus partidos como local en el Stade Ali la Pointe. Los colores del club son rojo y verde.
Fundado en 1921 como Mouloudia Chaàbia d'Alger, el club fue conocido como Mouloudia Pétroliers d'Alger entre 1977 y 1986, pero cambió su nombre por el de Mouloudia Club d'Alger en 1986. Mantiene una gran rivalidad con el JS Kabylie, que son los dos clubes más laureados de Argelia, con quien disputa el Clásico argelino.
El MC Alger fue el primer club de Argelia en ganar una competición continental, ganando la Copa Africana de Clubes Campeones en 1976. Se trata de uno de los clubes más exitosos de Argelia después de haber ganado la liga nacional siete veces, solo superada por el JS Kabylie, y la copa nacional en seis ocasiones.

## Historia
En 1921, un grupo de jóvenes de los barrios de Casbah y Bab El Oued se unieron para crear el primer club de fútbol musulmán en la Argelia colonizada. El grupo estaba liderado por Hamoud Aouf, quien se desempeñó como enlace entre los dos grupos. El 7 de agosto de 1921, el club fue fundado oficialmente en la sala de espera de la cafetería Benachere. La fecha coincidió con el Mouloud, de ahí el nombre Mouloudia Club d'Alger. El verde de su uniforme simboliza la esperanza del pueblo argelino y el color tradicional del Islam; mientras que el rojo, el amor de la nación, por lo que fueron elegidos como los colores del club.
En 1976, el MC Alger se clasificó para la Copa Africana de Clubes Campeones por primera vez en su historia tras ganar el Championnat National 1974-1975 argelino. Llegaron a la final tras vencer a Al-Ahly Benghazi de Libia, Al-Ahly de Egipto, Luo Union de Kenia y Enugu Rangers de Nigeria, respectivamente. En la final, se encontraron con el Hafia Conakry, el campeón guineano, que era, precisamente, el vigente campeón continental. En el partido de ida en Conakri, el MC Alger perdió por 3-0 y se enfrentó a la difícil tarea de tener que marcar tres goles en el partido de vuelta. Sin embargo, en el partido de vuelta, Le doyen —apodo del club que significa "el decano"— anotó los tres goles con un doblete de Omar Betrouni y un gol de Zoubir Bachi en un partido histórico. Finalmente, el club se llevó el título de campeón de África en la tanda de penales, 4-1, convirtiéndose en el primer club de Argelia en ganar una competición continental.

## Jugadores

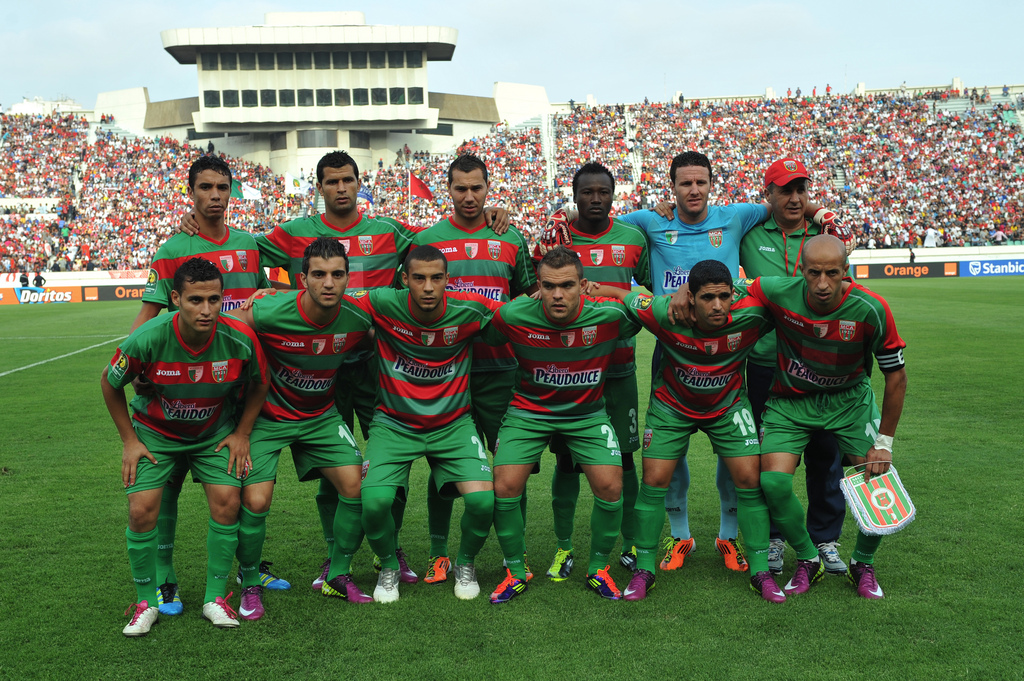
Alineación del MC Alger antes de un partido de Liga de Campeones 2011 contra el WAC.

## Palmarés

### Torneos nacionales
- Campeonato Nacional (9): 1972, 1975, 1976, 1978, 1979, 1999, 2010, 2024, 2025
- Copa de Argelia (8): 1971, 1973, 1976, 1983, 2006, 2007, 2014, 2016
- Supercopa de Argelia (3): 2006, 2007, 2014
- Copa de la Liga de Argelia (2): 1998, 1999 ,2010

### Torneos internacionales (1)
- Liga de Campeones de la CAF (1): 1976

### Torneos internacionales regionales (2)
- Recopa del Magreb: 2

1971, 1974

## Participaciones en torneos de la CAF

#### Por competición
- Para los detalles estadísticos del club véase Anexo:MC Alger en competiciones internacionales.

Nota: En negrita competiciones activas.
| Competición                                           | Temp. | PJ | PG | PE | PP | GF  | GC  | Dif. | Puntos | Títulos | Subtítulos |
| ----------------------------------------------------- | ----- | -- | -- | -- | -- | --- | --- | ---- | ------ | ------- | ---------- |
| Liga de Campeones de la CAF                           | 9     | 72 | 30 | 18 | 24 | 101 | 75  | +26  | 108    | 1       | –          |
| Copa Confederación de la CAF                          | 4     | 20 | 8  | 4  | 8  | 23  | 25  | +2   | 28     | –       | –          |
| Recopa Africana                                       | 1     | 4  | 2  | 0  | 2  | 6   | 5   | +1   | 6      | –       | –          |
| Total                                                 | 13    | 96 | 40 | 22 | 34 | 130 | 105 | +25  | 142    | 1       | 0          |
| Actualizado a la Liga de Campeones de la CAF 2024-25. |       |    |    |    |    |     |     |      |        |         |            |

- Liga de Campeones de la CAF: 9 apariciones

1976 – Campeón
1977 – Cuartos de final
1979 – Segunda Ronda
1980 – Cuartos de final
2000 – Primera Ronda
2011 – Fase de grupos
2018 – Fase de grupos
2020-21 – Cuartos de final
2024-25 – Cuartos de final
- Copa Confederación de la CAF: 4 apariciones

2007 – Primera Ronda
2008 – Primera ronda
2015 – Primera ronda
2017 – Cuartos de final
- Recopa Africana: 1 aparición

1984 – Segunda ronda
Partidos en competiciones internacionales
| Temporada | Torneo                                      | Ronda            | Club                   | Casa | Visita | Global        |
| --------- | ------------------------------------------- | ---------------- | ---------------------- | ---- | ------ | ------------- |
| 1976      | Copa Africana de Clubes Campeones de la CAF | Primera ronda    | Al-Ahly Benghazi       | 2–3  | 3–1    | 5–4           |
| 1976      | Copa Africana de Clubes Campeones de la CAF | Segunda ronda    | Al-Ahly                | 3–0  | 0–1    | 3–1           |
| 1976      | Copa Africana de Clubes Campeones de la CAF | Cuartos de final | Gor Mahia              | 6–3  | 1–0    | 7–3           |
| 1976      | Copa Africana de Clubes Campeones de la CAF | Semifinales      | Enugu Rangers          | 3–0  | 0–2    | 3–2           |
| 1976      | Copa Africana de Clubes Campeones de la CAF | Final            | Hafia FC               | 3–0  | 0–3    | 3–3 (3–1 pen) |
| 1977      | Copa Africana de Clubes Campeones de la CAF | Segunda ronda    | Kampala City Council   | 3–2  | 1–1    | 4–3           |
| 1977      | Copa Africana de Clubes Campeones de la CAF | Cuartos de final | Mufulira Wanderers     | 2–1  | 0–2    | 2–3           |
| 1979      | Copa Africana de Clubes Campeones de la CAF | Primera ronda    | Al-Ahli Tripoli        | 2–0  | 2–1    | 4–1           |
| 1979      | Copa Africana de Clubes Campeones de la CAF | Segunda ronda    | Union Douala           | 2–0  | 0–2    | 2–2 (1–2 pen) |
| 1980      | Copa Africana de Clubes Campeones de la CAF | Primera ronda    | Dragons de l'Ouémé     | 3–0  | 0–0    | 3–0           |
| 1980      | Copa Africana de Clubes Campeones de la CAF | Segunda ronda    | Stella Club d'Adjamé   | 3–1  | 2–4    | 5–5 (v)       |
| 1980      | Copa Africana de Clubes Campeones de la CAF | Cuartos de final | Canon Yaoundé          | 3–1  | 0–2    | 3–3 (v)       |
| 1984      | Recopa Africana                             | Primera ronda    | Racing Club de Bobo    | 4–0  | 0–2    | 4–2           |
| 1984      | Recopa Africana                             | Segunda ronda    | Al-Ahly                | 1–0  | 1–3    | 2–3           |
| 2000      | Liga de Campeones de la CAF                 | Primera ronda    | Jeanne d'Arc           | 1–1  | 1–5    | 2–6           |
| 2007      | Copa Confederación de la CAF                | Primera ronda    | Kwara United           | 3–0  | 0–3    | 3–3 (3–4 pen) |
| 2008      | Copa Confederación de la CAF                | Primera ronda    | Haras El Hodood        | 0–0  | 0–1    | 0–1           |
| 2011      | Liga de Campeones de la CAF                 | Ronda preliminar | Olympic Real de Bangui | 2–0  | 1–1    | 3–1           |
| 2011      | Liga de Campeones de la CAF                 | Primera ronda    | Dynamos FC             | 3–0  | 1–4    | 4–4 (v)       |
| 2011      | Liga de Campeones de la CAF                 | Segunda ronda    | Inter Luanda           | 3–2  | 1–1    | 4–3           |
| 2011      | Liga de Campeones de la CAF                 | Grupo B          | Al-Ahly                | 0–0  | 0–2    | 4º Lugar      |
| 2011      | Liga de Campeones de la CAF                 | Grupo B          | Espérance de Tunis     | 1–1  | 0–4    | 4º Lugar      |
| 2011      | Liga de Campeones de la CAF                 | Grupo B          | Wydad Casablanca       | 3–1  | 0–4    | 4º Lugar      |
| 2015      | Copa Confederación de la CAF                | Primera ronda    | Sahel SC               | 0–0  | 0–2    | 0–2           |
| 2017      | Copa Confederación de la CAF                | Ronda preliminar | Bechem United          | 4–1  | 1–2    | 5–3           |
| 2017      | Copa Confederación de la CAF                | Primera ronda    | Renaissance du Congo   | 2–0  | 1–2    | 3–2           |
| 2017      | Copa Confederación de la CAF                | Play-off         | Young Africans         | 4–0  | 0–1    | 4–1           |
| 2017      | Copa Confederación de la CAF                | Grupo B          | Platinum Stars         | 2–0  | 1–1    | 2º Lugar      |
| 2017      | Copa Confederación de la CAF                | Grupo B          | CS Sfaxien             | 2–1  | 0–4    | 2º Lugar      |
| 2017      | Copa Confederación de la CAF                | Grupo B          | Mbabane Swallows       | 2–1  | 0–0    | 2º Lugar      |
| 2017      | Copa Confederación de la CAF                | Cuartos de final | Club Africain          | 1–0  | 0–2    | 1–2           |
| 2018      | Liga de Campeones de la CAF                 | Ronda preliminar | AS Otôho               | 9–0  | 0–2    | 9–2           |
| 2018      | Liga de Campeones de la CAF                 | Primera ronda    | MFM FC                 | 6–0  | 1–2    | 7–2           |
| 2018      | Liga de Campeones de la CAF                 | Grupo B          | Difaa El Jadida        | 1–1  | 0–2    | 4º Lugar      |
| 2018      | Liga de Campeones de la CAF                 | Grupo B          | ES Sétif               | 1–2  | 1–0    | 4º Lugar      |
| 2018      | Liga de Campeones de la CAF                 | Grupo B          | TP Mazembe             | 1–1  | 0–1    | 4º Lugar      |
| 2020–21   | Liga de Campeones de la CAF                 | Ronda preliminar | Buffles du Borgou      | 5–1  | 1–1    | 6–2           |
| 2020–21   | Liga de Campeones de la CAF                 | Primera ronda    | CS Sfaxien             | 2–0  | 0–1    | 2–1           |
| 2020–21   | Liga de Campeones de la CAF                 | Grupo D          | Zamalek SC             | 0–0  | 0–2    | 2º Lugar      |
| 2020–21   | Liga de Campeones de la CAF                 | Grupo D          | Espérance de Tunis     | 1–1  | 1–1    | 2º Lugar      |
| 2020–21   | Liga de Campeones de la CAF                 | Grupo D          | Teungueth FC           | 1–0  | 0–1    | 2º Lugar      |
| 2020–21   | Liga de Campeones de la CAF                 | Cuartos de final | Wydad Casablanca       | 1–1  | 0–1    | 1–2           |
| 2024–25   | Liga de Campeones de la CAF                 | Ronda preliminar | Watanga FC             | 2–0  | 2–0    | 4–0           |
| 2024–25   | Liga de Campeones de la CAF                 | Primera ronda    | US Monastir            | 2–0  | 0–1    | 2–1           |
| 2024–25   | Liga de Campeones de la CAF                 | Grupo A          | TP Mazembe             | 1–0  | 0–0    | 2º Lugar      |
| 2024–25   | Liga de Campeones de la CAF                 | Grupo A          | Young Africans         | 2–0  | 0–0    | 2º Lugar      |
| 2024–25   | Liga de Campeones de la CAF                 | Grupo A          | Al-Hilal Omdurmán      | 0–1  | 1–1    | 2º Lugar      |
| 2024–25   | Liga de Campeones de la CAF                 | Cuartos de final | Orlando Pirates        | 0–1  | 0–0    | 0–1           |

## Entrenadores
La siguiente es una lista de algunos de los entrenadores que han dirigido al club:
- Smail Khabatou (1945–1950)
- Smail Khabatou (1969–1971)
- Abdelhamid Kermali (1971–72)
- Smail Khabatou (1972–1974)
- Abdelhamid Kermali (1998–1999)
- Robert Nouzaret (2005–diciembre de 2005)[5]
- Noureddine Saadi (2005–2006)
- François Bracci (2006)
- Hacène Matallah (2006)
- Abdelhak Menguellati (interino- ?–diciembre de 2006)[6]
- Enrico Fabbro (diciembre de 2006–noviembre de 2007)[6][7]
- Jean Thissen (noviembre de 2007–2008)[8]
- Enrico Fabbro (2008)
- Mohamed Mekhazni (2008)
- Ameur Djamil (2008)
- Alain Michel (2008–2009)
- François Bracci (2009–2010)
- Alain Michel (2010–2011)
- Noureddine Zekri (2011)
- Abdelhak Menguellati (2011)
- Abdelhak Benchikha (2011)
- François Bracci (2011–2012)
- Abdelkarim Bira (2012)
- Patrick Liewig (2012–?)
- Bernard Casoni (agosto de 2017–diciembre de 2019)[9][10]
- Mohamed Mekhazni (interino- diciembre de 2019–?)[10]
- Faruk Hadžibegić (julio de 2022–septiembre de 2022)[11]